# Sanphet IX
Sanphet IX (สมเด็จพระสรรเพชญ์ที่ 9) ou Tai-sra (พระเจ้าท้ายสระ), fut roi d'Ayutthaya de 1709 à 1733, il est le fils du roi Sanphet VIII, il est né en 1679 et décédé en 1733.